# كرايغ براشاو
كرايغ براشاو (بالإنجليزية: Craig Bradshaw)‏ هو لاعب كرة قدم أمريكية أمريكي، ولد في 14 أغسطس 1957 في شريفبورت في الولايات المتحدة.

## وصلات خارجية
- كرايغ براشاو على موقع مرجع كرة القدم المحترفة.كوم (الإنجليزية)